# Handball-Bundesliga de 2013–14
O Campeonato Alemão de Handebol Masculino de 2013–14 - Primeiro Nível foi a 37ª edição desta competição organizada pela Federação Alemã de Handebol (Deutscher Handballbund).

## Regulamento
A 1. Bundesliga 2013/2014 foi disputada por dezoito equipes em dois turnos. No primeiro turno, todos os times jogaram entre si uma única vez. Já os jogos do segundo turno foram realizados na mesma ordem do primeiro, mas com o mando de quadra invertido. Em caso de vitória, a equipe somou dois pontos na classificação e o adversário, nenhum; quando houve empate, somou-se um ponto para ambas as equipes. Ao final de 34 rodadas, a equipe que somou mais pontos na classificação sagrou-se campeã alemã de handebol.
As três primeiras colocadas garantiram vaga na Liga dos Campeões da Europa 2014/2015. A quarta, a quinta e a sexta colocadas qualificaram-se para a Copa EHF 2014/2015. As duas últimas colocadas foram rebaixadas à segunda divisão.

## Equipes participantes
Dezoito equipes disputaram a 1. Bundesliga 2013/2014. São elas:
| Equipe                   | Cidade      | Ginásio                  | Capacidade  | Temporada 2012/2013 |
| ------------------------ | ----------- | ------------------------ | ----------- | ------------------- |
| THW Kiel                 | Kiel        | Sparkassen-Arena         | 10.250      | 1º                  |
| SG Flensburg-Handewitt   | Flensburg   | Campushalle              | 6.300       | 2º                  |
| Rhein-Neckar Löwen       | Mannheim    | SAP Arena                | 14.500      | 3º                  |
| Füchse Berlin            | Berlim      | Max-Schmeling-Halle      | 8.500       | 4º                  |
| HSV Hamburg              | Hamburgo    | O2 World Arena           | 13.000      | 5º                  |
| TSV Hannover-Burgdorf    | Hanôver     | AWD Hall                 | 4.200       | 6º                  |
| HSG Wetzlar              | Wetzlar     | RITTAL Arena             | 4.412       | 7º                  |
| SC Magdeburg             | Magdeburgo  | Bördelandhalle           | 7.782       | 8º                  |
| TBV Lemgo                | Lemgo       | Lipperlandhalle          | 5.000       | 9º                  |
| MT Melsungen             | Melsungen   | Rothenbach-Halle         | 4.300       | 10º                 |
| Frisch Auf Göppingen     | Göppingen   | EWS Arena                | 4.300       | 11º                 |
| TuS N-Lübbecke           | Lübbecke    | Kreissporthalle Lübbecke | 3.300       | 12º                 |
| HBW Balingen-Weilstetten | Balingen    | Sparkassen-Arena         | 2.000       | 13º                 |
| GWD Minden               | Minden      | Kreissporthalle          | 4.059       | 14º                 |
| VfL Gummersbach          | Gummersbach | Eugen-Haas-Halle         | 2.100       | 15º                 |
| Bergischer HC 06         | Wuppertal   | Klingenhalle/Uni-Halle   | 3.200/2.600 | 1º (2. Bundesliga)  |
| TV Emsdetten             | Emsdetten   | Ems-Halle                | 2.200       | 2º (2. Bundesliga)  |
| ThSV Eisenach            | Eisenach    | Werner-Aßmann-Halle      | 3.100       | 3º (2. Bundesliga)  |

## Classificação
| Pos | Equipe                   | Pts | J  | V  | E | D  | GP   | GC   | SG   |
| --- | ------------------------ | --- | -- | -- | - | -- | ---- | ---- | ---- |
| 1   | THW Kiel                 | 59  | 34 | 29 | 1 | 4  | 1114 | 878  | +236 |
| 2   | Rhein-Neckar Löwen       | 59  | 34 | 28 | 3 | 3  | 1126 | 892  | +234 |
| 3   | SG Flensburg-Handewitt   | 54  | 34 | 26 | 2 | 6  | 1021 | 848  | +173 |
| 4   | HSV Hamburg              | 53  | 34 | 25 | 3 | 6  | 1082 | 978  | +104 |
| 5   | Füchse Berlin            | 46  | 34 | 22 | 2 | 10 | 953  | 882  | +71  |
| 6   | MT Melsungen             | 40  | 34 | 18 | 4 | 12 | 994  | 980  | +14  |
| 7   | SC Magdeburg             | 39  | 34 | 17 | 5 | 12 | 995  | 939  | +56  |
| 8   | TSV Hannover-Burgdorf    | 32  | 34 | 14 | 4 | 16 | 918  | 986  | −68  |
| 9   | TBV Lemgo                | 31  | 34 | 13 | 5 | 16 | 1010 | 1060 | −50  |
| 10  | TuS Nettelstedt-Lübbecke | 30  | 34 | 13 | 4 | 17 | 917  | 972  | −55  |
| 11  | HSG Wetzlar              | 29  | 34 | 12 | 5 | 17 | 883  | 902  | −19  |
| 12  | Frisch Auf Göppingen     | 26  | 34 | 9  | 8 | 17 | 972  | 989  | −17  |
| 13  | VfL Gummersbach          | 26  | 34 | 11 | 4 | 19 | 902  | 969  | −67  |
| 14  | GWD Minden               | 24  | 34 | 9  | 6 | 19 | 905  | 976  | −71  |
| 15  | Bergischer HC            | 22  | 34 | 9  | 4 | 21 | 934  | 1010 | −76  |
| 16  | HBW Balingen-Weilstetten | 19  | 34 | 5  | 9 | 20 | 905  | 980  | −75  |
| 17  | ThSV Eisenach            | 13  | 34 | 6  | 1 | 27 | 841  | 1028 | −187 |
| 18  | TV Emsdetten             | 10  | 34 | 4  | 2 | 28 | 869  | 1072 | −203 |

## Resultados
Para um dado resultado encontrado nesta tabela, a linha se refere ao mandante e a coluna, ao visitante.
|                          | FAG   | FBE   | BER   | EIS   | EMS   | MIN   | HBW   | WET   | HAM   | MEL   | RNL   | MAG   | SFH   | LEM   | KIE   | HAN   | LUB   | GUM   | Pos |
| Frisch Auf Göppingen     |       | 24–26 | 29–29 | 25–16 | 41–31 | 32–28 | 25–25 | 24–24 | 32–34 | 29–26 | 23–23 | 29–31 | 28–28 | 32–33 | 31–35 | 28–32 | 23–23 | 30–31 | 12º |
| Füchse Berlin            | 28–23 |       | 25–26 | 34–20 | 34–19 | 32–25 | 30–29 | 27–23 | 32–33 | 24–22 | 21–21 | 27–24 | 20–31 | 26–22 | 29–33 | 26–21 | 25–23 | 27–22 | 5º  |
| Bergischer HC            | 23–22 | 33–26 |       | 34–26 | 26–28 | 28–26 | 29–24 | 27–28 | 32–39 | 27–31 | 26–34 | 31–27 | 23–31 | 32–32 | 23–29 | 28–29 | 25–29 | 26–30 | 15º |
| ThSV Eisenach            | 25–23 | 23–22 | 33–26 |       | 26–28 | 28–26 | 29–24 | 27–28 | 32–39 | 27–31 | 19–42 | 23–31 | 20–26 | 32–32 | 23–29 | 28–29 | 29–32 | 26–30 | 17º |
| TV Emsdetten             | 27–32 | 22–28 | 22–34 | 24–25 |       | 24–23 | 25–25 | 25–25 | 31–37 | 27–34 | 32–44 | 25–36 | 22–29 | 23–33 | 25–40 | 28–31 | 27–23 | 25–27 | 18º |
| GWD Minden               | 31–28 | 30–28 | 29–29 | 25–23 | 34–27 |       | 30–28 | 26–24 | 28–34 | 28–28 | 20–30 | 32–38 | 18–23 | 31–31 | 22–32 | 29–25 | 28–29 | 27–24 | 14º |
| HBW Balingen-Weilstetten | 31–32 | 25–33 | 27–29 | 29–22 | 32–21 | 26–26 |       | 18–31 | 29–34 | 28–28 | 21–30 | 26–26 | 24–32 | 29–29 | 25–28 | 28–27 | 31–26 | 25–25 | 16º |
| HSG Wetzlar              | 27–27 | 24–25 | 24–25 | 28–23 | 24–19 | 23–26 | 30–28 |       | 23–26 | 23–26 | 25–30 | 28–24 | 25–28 | 25–29 | 26–28 | 24–35 | 30–27 | 31–21 | 11º |
| HSV Hamburg              | 31–29 | 39–32 | 29–24 | 27–23 | 30–23 | 35–30 | 26–26 | 35–26 |       | 37–31 | 38–25 | 32–24 | 29–26 | 35–35 | 26–32 | 25–25 | 32–27 | 34–29 | 4º  |
| MT Melsungen             | 33–31 | 28–23 | 34–29 | 29–23 | 31–24 | 28–23 | 24–22 | 24–32 | 33–35 |       | 27–30 | 31–31 | 25–30 | 33–32 | 30–29 | 32–26 | 28–28 | 30–32 | 6º  |
| Rhein-Neckar Löwen       | 42–31 | 31–27 | 35–28 | 30–27 | 39–24 | 33–29 | 37–30 | 34–23 | 32–31 | 41–28 |       | 32–26 | 29–22 | 35–27 | 29–26 | 37–19 | 37–24 | 36–22 | 2º  |
| SC Magdeburg             | 31–34 | 23–25 | 31–20 | 35–20 | 34–24 | 30–24 | 38–31 | 27–28 | 33–25 | 19–29 | 31–31 |       | 29–27 | 33–34 | 34–31 | 32–25 | 30–26 | 25–25 | 7º  |
| SG Flensburg-Handewitt   | 25–24 | 26–26 | 34–15 | 43–24 | 33–26 | 35–28 | 30–22 | 23–19 | 31–29 | 35–23 | 23–27 | 38–28 |       | 39–26 | 34–30 | 34–30 | 27–22 | 31–20 | 3º  |
| TBV Lemgo                | 32–34 | 26–33 | 29–27 | 40–22 | 38–29 | 29–25 | 33–27 | 27–24 | 27–35 | 33–38 | 24–35 | 26–29 | 30–34 |       | 24–46 | 29–27 | 31–32 | 28–27 | 9º  |
| THW Kiel                 | 31–20 | 37–23 | 33–24 | 30–21 | 35–28 | 34–25 | 35–24 | 26–25 | 35–24 | 32–29 | 31–28 | 27–27 | 33–25 | 38–25 |       | 37–20 | 37–20 | 31–30 | 1º  |
| TSV Hannover-Burgdorf    | 30–29 | 33–35 | 29–28 | 33–24 | 28–27 | 27–27 | 33–30 | 25–24 | 26–34 | 28–34 | 26–38 | 27–25 | 27–26 | 33–26 | 24–30 |       | 24–29 | 30–30 | 8º  |
| TuS Nettelstedt-Lübbecke | 27–27 | 28–29 | 38–30 | 24–21 | 27–35 | 30–29 | 26–30 | 34–29 | 28–34 | 32–22 | 23–22 | 24–30 | 25–29 | 24–25 | 21–35 | 28–28 |       | 23–22 | 10º |
| VfL Gummersbach          | 26–22 | 21–35 | 25–30 | 30–24 | 27–23 | 33–25 | 25–24 | 20–20 | 25–31 | 25–30 | 35–40 | 22–23 | 24–32 | 33–32 | 24–29 | 21–25 | 26–33 |       | 13º |

## Artilharia
| Pos. | Nacionalidade | Nome              | Equipe                 | Partidas | Gols | 7 m |
| ---- | ------------- | ----------------- | ---------------------- | -------- | ---- | --- |
| 1    | Sérvia        | Marko Vujin       | THW Kiel               | 34       | 248  | 66  |
| 2    | Áustria       | Robert Weber      | SC Magdeburg           | 34       | 242  | 107 |
| 3    | Dinamarca     | Anders Eggert     | SG Flensburg-Handewitt | 34       | 218  | 97  |
| 4    | Alemanha      | Michael Allendorf | MT Melsungen           | 34       | 214  | 80  |
| 5    | Alemanha      | Uwe Gensheimer    | Rhein-Neckar Löwen     | 32       | 209  | 75  |
| 6    | Chéquia       | Filip Jícha       | THW Kiel               | 34       | 200  | 31  |
| 7    | Áustria       | Raul Santos       | VfL Gummersbach        | 33       | 190  | 49  |
| 8    | Sérvia        | Momir Rnić        | Frisch Auf Göppingen   | 33       | 179  | 47  |
| 9    | Dinamarca     | Hans Lindberg     | HSV Hamburg            | 26       | 173  | 68  |
| 9    | Alemanha      | Lars Lehnhoff     | TSV Hannover-Burgdorf  | 31       | 173  | 58  |